# Qal‘eh-ye Gowzal Darreh
Qal‘eh-ye Gowzal Darreh (persiska: قَلعِۀ گُزَل دَرِّه, قَلعِه, گُسَل دَرِه, گُزَل دَرِّه, قلعه گوزل درّه, Qal‘eh-ye Gozal Darreh) är en ort i Iran.   Den ligger i provinsen Markazi, i den nordvästra delen av landet, 190 km väster om huvudstaden Teheran. Qal‘eh-ye Gowzal Darreh ligger 2 002 meter över havet och antalet invånare är 145.
Terrängen runt Qal‘eh-ye Gowzal Darreh är kuperad åt nordost, men åt sydväst är den platt. Runt Qal‘eh-ye Gowzal Darreh är det ganska glesbefolkat, med 27 invånare per kvadratkilometer. Närmaste större samhälle är Estalaj, 17,0 km norr om Qal‘eh-ye Gowzal Darreh. Trakten runt Qal‘eh-ye Gowzal Darreh består i huvudsak av gräsmarker.